# Jørgen Jelstrøm
Jørgen Hædersdal Jelstrøm (født 22. april 1963) er en tidligere dansk atlet. 
Jelstrøm blev medlem i Freja Odense i en alder af 13 og satte en dansk ungdomsrekord for sin aldersklasse som deltager i et voksenstævne i Svendborg på 62,29 meter med seniorspydet på 800 gram i en alder af 14, hvor han efter sin alder normalt kun skulle konkurrere med 600 grams spydet.
Som 15 årig satte han dansk rekord for ungdom med 72,84 m og han rykkede op som nummer 2 i verden for ungdom.
Samme år deltog han til DM for seniorer og blev nummer 3 med 66,58 meter.
Han fik i vintertræningen en diskusprolaps med 205 kg i benbøjningsøvelse, og måtte holde pause i flere måneder.
Satte dansk seniorrekord på Århus Stadion i 1982 med 81,74 m. En forbedring på over 3 meter.

## Internationale mesterskaber
- 1982 EM Spydkast 18. plads 70,84

Europa cup for klubhold i Verona Italien 1983. Første plads i spydkast 80.29 m.
4 plads ved EM for juniorer i Utrecht Holland. I 1981.

## Internationale ungdomsmesterskaber
- 1981 JEM Spydkast 4. plads 74,86

## Danske mesterskaber
- Sølv 1985 Spydkast 71,89
- Guld 1984 Spydkast 78,07
- Sølv 1983 Spydkast 71,92
- Guld 1982 Spydkast 81,74
- Sølv 1981 Spydkast 72,49
- Bronze 1978 Spydkast 66,58

## Personlig rekord
- Spydkast gl: 82,05 1985